# Андрєєв Петро Володимирович
Петро Володимирович Андрєєв (рос. Пётр Владимирович Андреев; нар. 19 квітня 1947, Ленінград, СРСР) — радянський хокеїст, правий крайній нападник.
З 1966 по 1979 рік захищав кольори ленінградського СКА. З кінця 60-х років був гравцем першої трійки нападу команди (разом з Сергієм Солодухіним й Ігорем Григор'євим). Бронзовий призер чемпіонату СРСР 1971 року. Всього у вищій лізі провів 355 матчів, 174 закинуті шайби. Входить до списку «100 бомбардирів» чемпіонатів СРСР. Ще 26 результативних влучень у перехідних турнірах з командами першої ліги.
У складі національної збірної виступав протягом 1969 року. Переможець міжнародного турніру на приз газети «Известия» і турне по Канаді. всього провів 8 матчів, 2 закинуті шайби.
У 80-х роках був помічником старшого тренера київського ШВСМ і свого молодшого брата Володимира Андрєєва. Очолював команду «Іжорець» (Санкт-Петербург).
За версією інтернет-видання «Sports.ru» входить до символічної збірної СКА радянської доби: Шеповалов, Халізов — Євдокімов, П. Андрєєв — Солодухін — Лавров.
Статистика виступів у збірній:
| № | Дата       | Місце    | Турнір          | Суперник       | Рахунок | Голи                                                                                           |
| - | ---------- | -------- | --------------- | -------------- | ------- | ---------------------------------------------------------------------------------------------- |
| 1 | 01.12.1969 | Москва   | Приз «Известий» | НДР            | 4:3     | Григор'єв, Мартинюк (2), Паладьєв — Ніккель, Плотка, Фукс                                      |
| 2 | 03.12.1969 | Москва   | Приз «Известий» | Фінляндія      | 5:1     | Давидов, Харламов, Петров (2), Вікулов — Мононен                                               |
| 3 | 06.12.1969 | Москва   | Приз «Известий» | Чехословаччина | 8:2     | Харламов, Ляпкін, Мальцев, Михайлов, Петров (2), Полупанов, Старшинов — Хорешовський, Ї. Голик |
| 4 | 17.12.1969 | Вінніпег |                 | Канада         | 5:3     | Петров (2), Мальцев (2), Харламов — Лефлей (2), Макміллан                                      |
| 5 | 18.12.1969 | Вінніпег |                 | Канада         | 3:4     | Ляпкін, Мальцев, Фірсов — О'Меллі, Кінг, Гайндль, Мердок                                       |
| 6 | 20.12.1969 | Ванкувер |                 | Канада         | 9:3     | Петров (2), Харламов, Андрєєв (2), Солодухін, Полупанов, Григор'єв, Шадрін — Гук, Бейс, Мердок |
| 7 | 21.12.1969 | Вікторія |                 | Канада         | 1:5     | Старшинов — Адамс, Гарріс, Конахер, Пуар'є, Лефлей                                             |
| 8 | 26.12.1969 | Торонто  |                 | Канада         | 2:3     | Петров, Харламов — Гук, Маккензі, Гайндль                                                      |